# Altica knabii
Altica knabii är en skalbaggsart som beskrevs av Willis Blatchley 1910. Altica knabii ingår i släktet Altica och familjen bladbaggar. Inga underarter finns listade i Catalogue of Life.